# Chalcopteryx machadoi
Chalcopteryx machadoi – gatunek ważki z rodziny Polythoridae.